# تشارلز بيركنز
تشارلز بيركنز (بالإنجليزية: Charles Perkins)‏ (10 مايو 1854 - 26 أبريل 1912 في المملكة المتحدة) هو لاعب كريكت بريطاني (وحمل سابقاً جنسية المملكة المتحدة لبريطانيا العظمى وأيرلندا). لعب مع نادي مقاطعة ساسكس للكركيت ‏.

## وصلات خارجية
- تشارلز بيركنز على موقع إي آس بي آن كريك إنفو (الإنجليزية)